# 魯斯尼夫
50°44′53″N 24°19′8″E / 50.74806°N 24.31889°E
魯斯尼夫（烏克蘭語：Руснів），是烏克蘭西北部的村莊，隸屬沃倫州的沃洛德米爾區。該村始建於1577年，面積1.01平方公里，海拔高度204米，2001年人口309，人口密度每平方公里306.24人。